# Erich Ebel

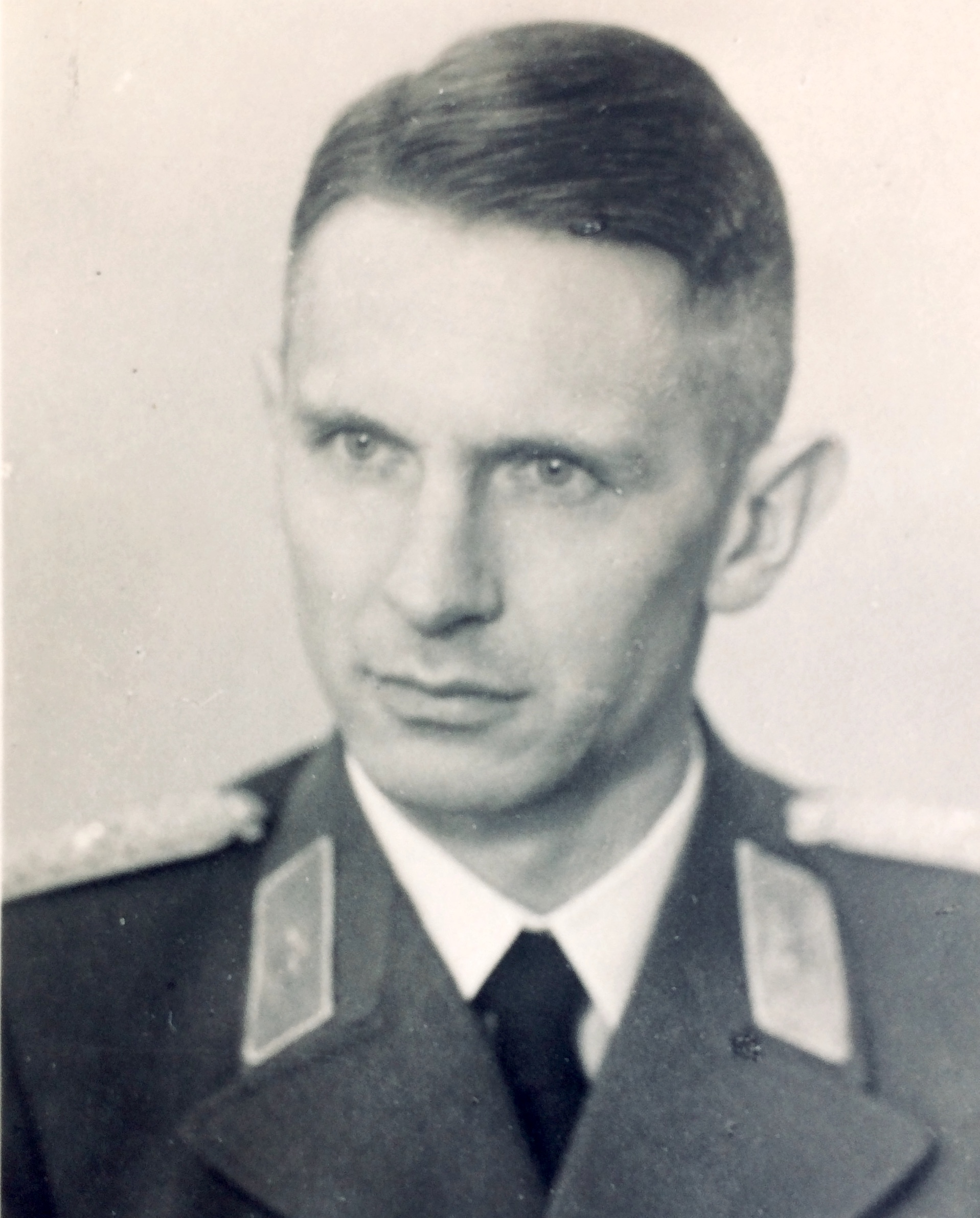
Erich Ebel als Kreisführer des Deutschen Roten Kreuzes, 1941

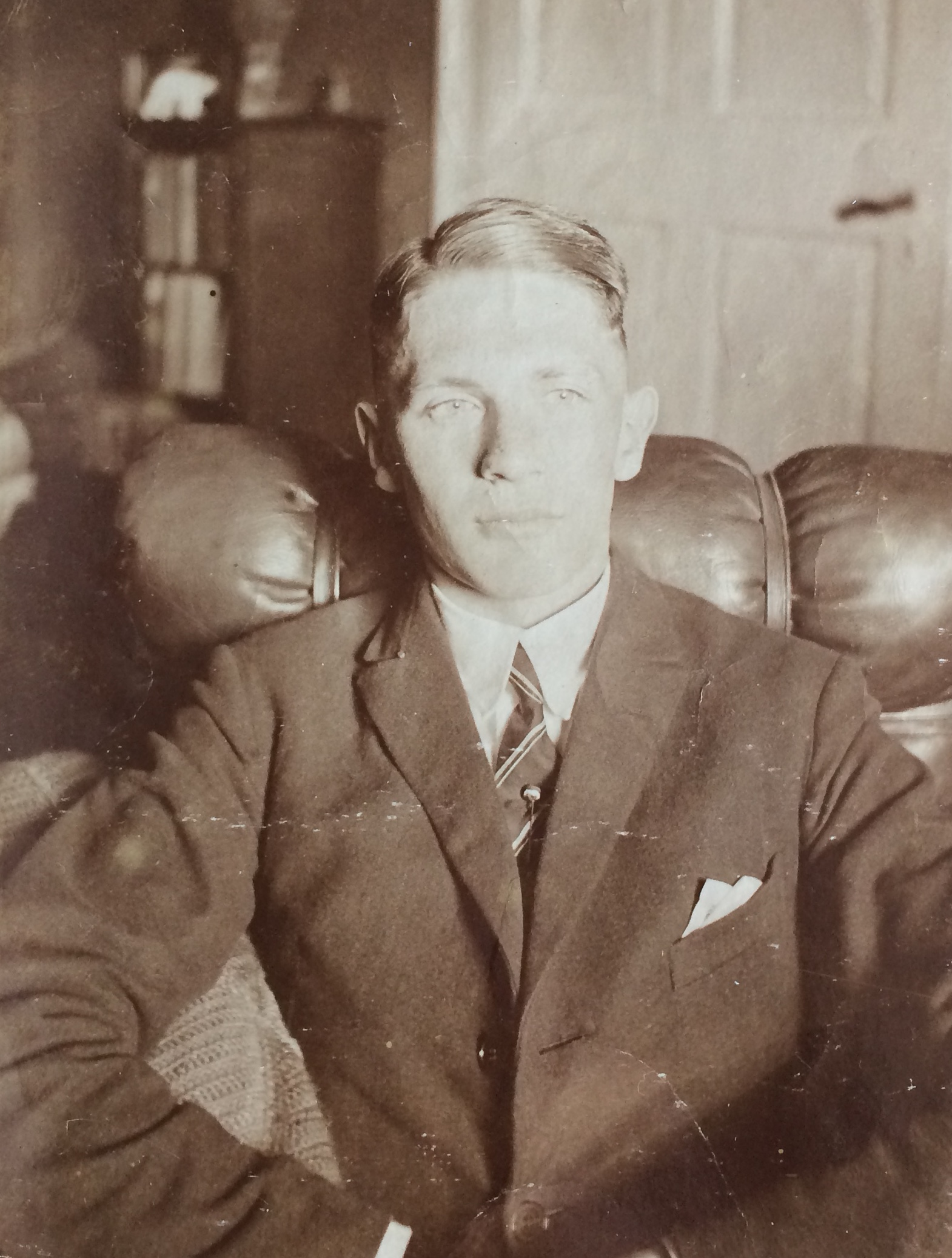
Erich Ebel als Referendar, Erfurt 1925

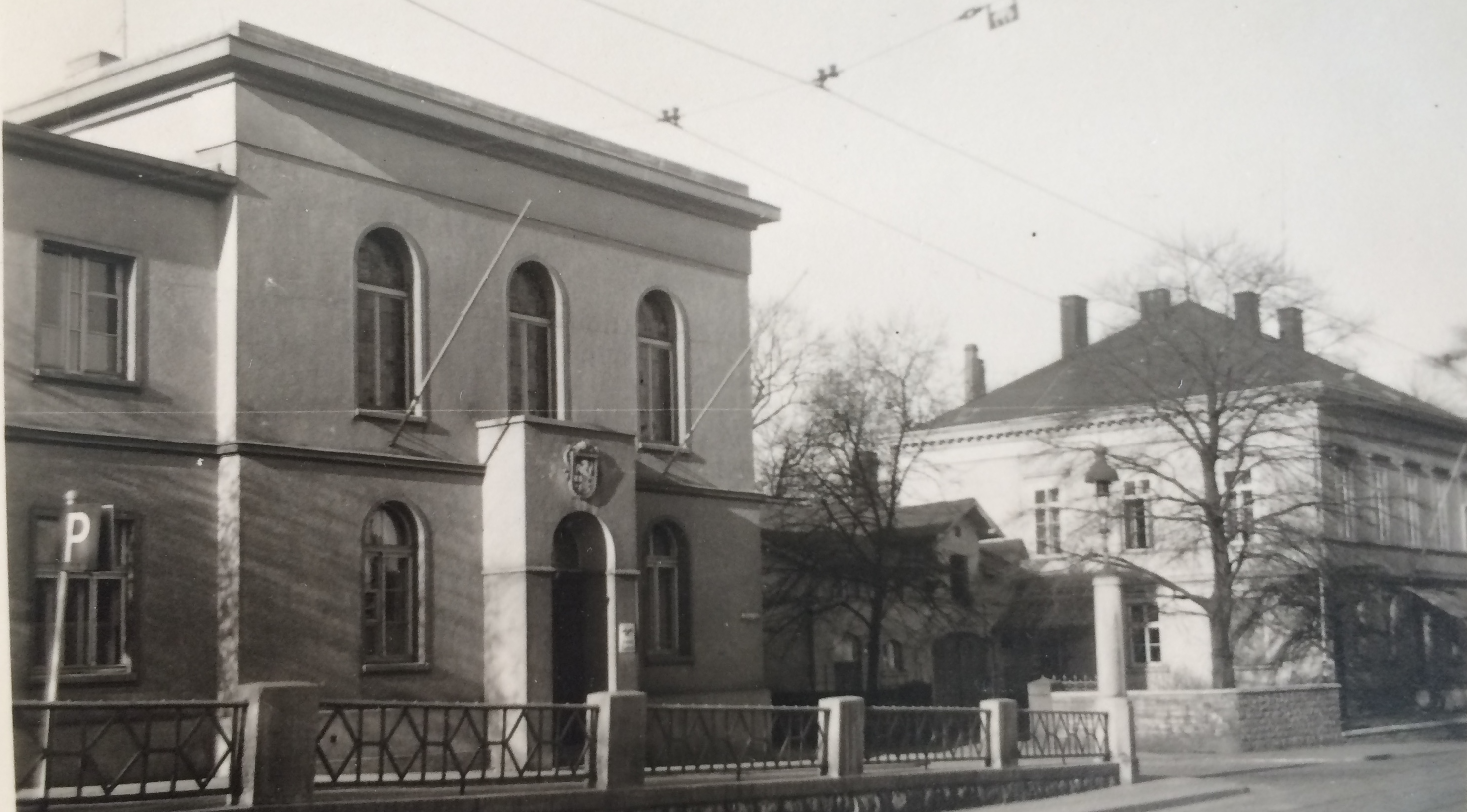
Landratsamt und Dienstvilla des Landrats Iserlohn, 1940

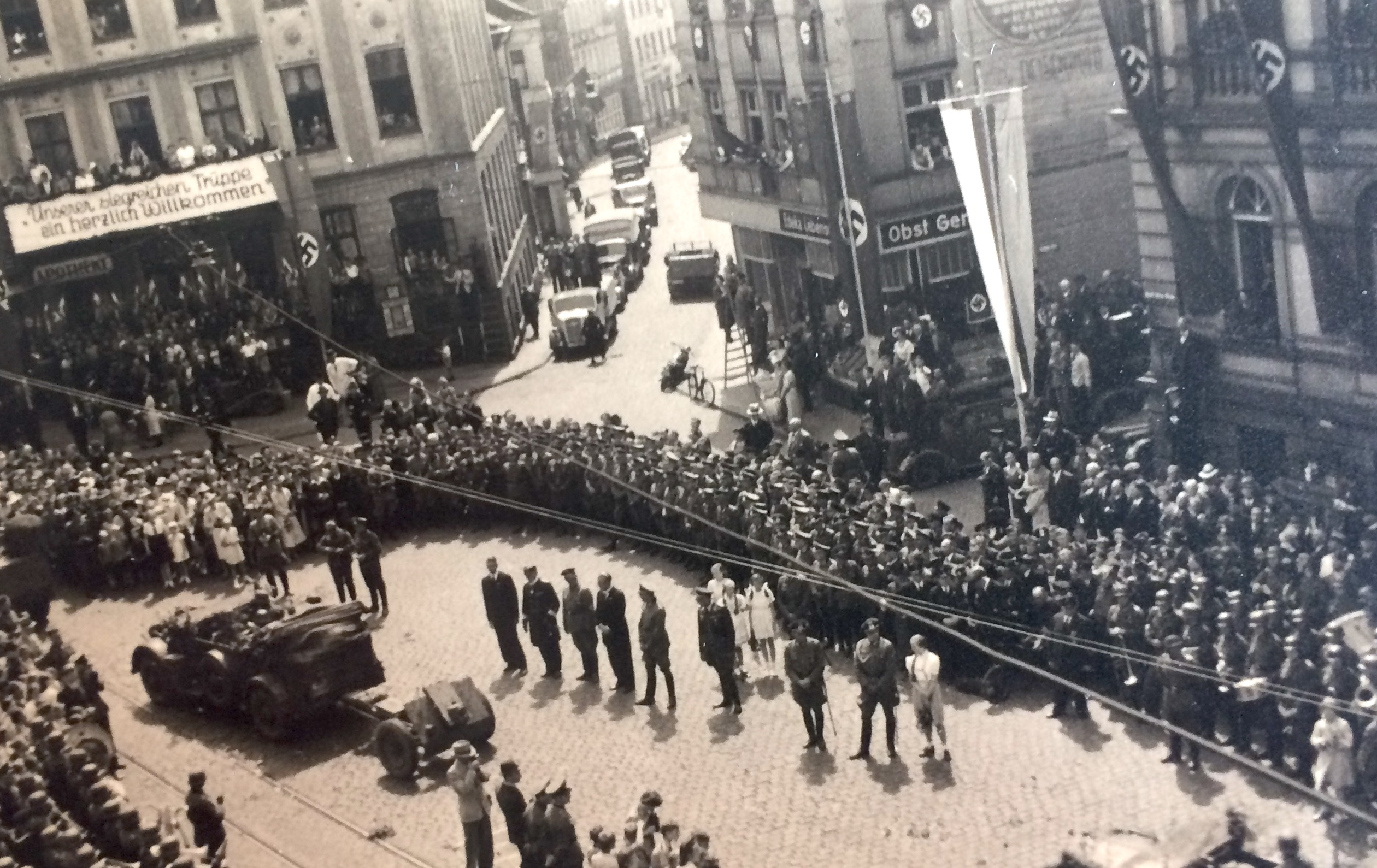
NS-Propagandaveranstaltung auf dem Iserlohner Marktplatz 1940. Ebel Reihe Mitte links in Zivil

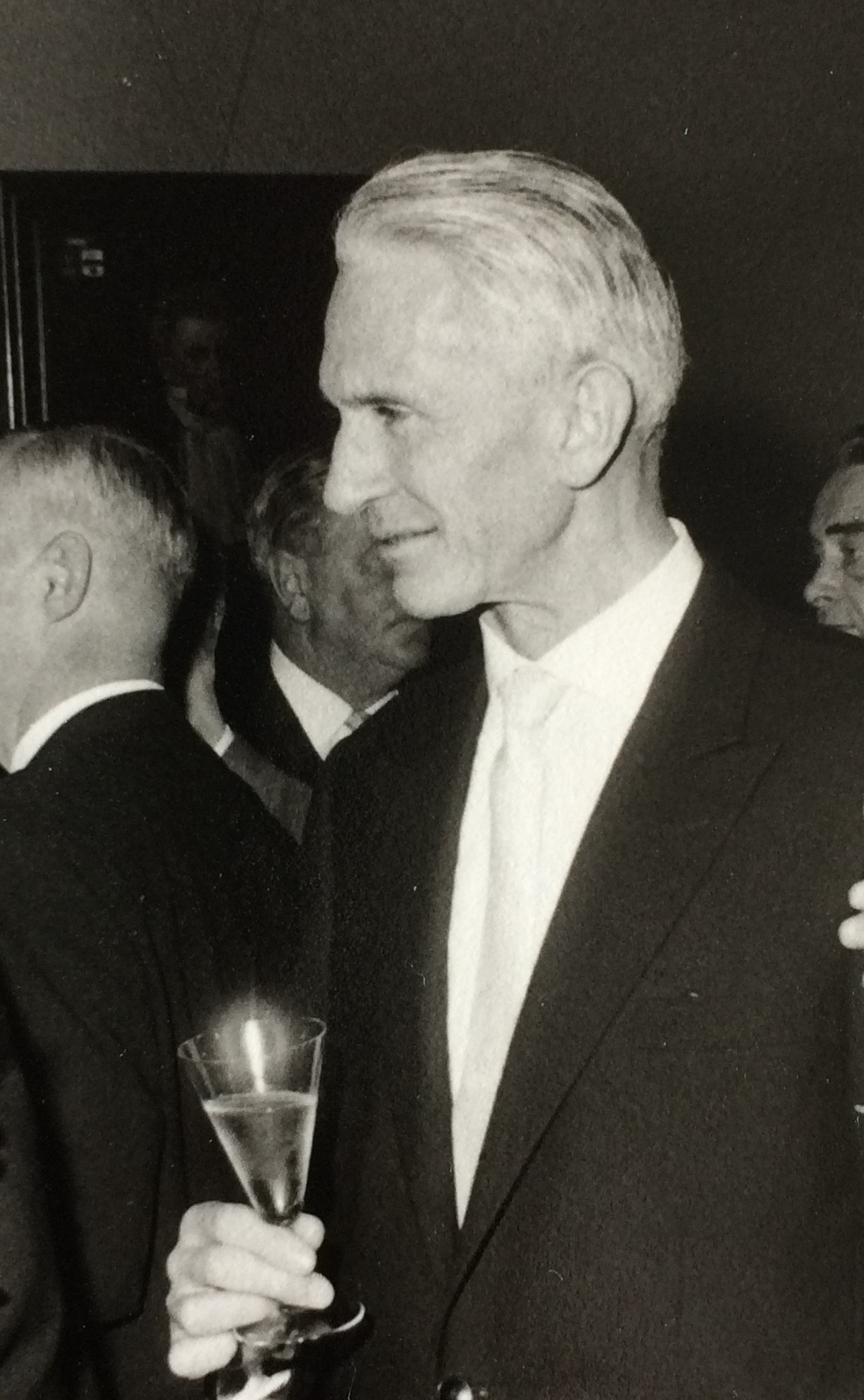
Erich Ebel als Regierungsdirektor auf einem Empfang der Bezirksregierung Köln 1960

Erich Ebel, mit vollem Namen Erich Ernst Ebel, (* 6. November 1901 in Königsberg (Preußen); † 25. Juni 1973 in Wittmund) war ein deutscher Beamter (bis 1945 NSDAP, später SPD) und im Nationalsozialismus Landrat des Landkreises Iserlohn.

## Herkunft
Ebel war der Sohn des Offiziers Rudolf Eugen Siegfried Ebel und dessen aus einer Fabrikantenfamilie stammenden Ehefrau Elisabeth Margarethe Ebel, geb. Grundner aus Königsberg. Von Seiten der Mutter stammte er von Salzburger Exulanten ab. Nach Schulbesuchen in Pillau und Stettin legte Ebel 1921 das Abitur in Erfurt ab. Anschließend studierte er an den Universitäten in München und Halle (Saale) Rechts-, Staats- und Wirtschaftswissenschaften. Er gehörte der farbentragenden, pflichtschlagenden Landsmannschaft Vitebergia Halle an. 1925 wurde er nach einem mit „Gut“ bestandenem Examen Gerichtsreferendar am Oberlandesgericht Naumburg. 1930 bestand Ebel nach Stationen in Frankfurt (Oder) und Breslau das Assessorexamen. 1935 folgte die Ernennung zum preußischen Regierungsrat.

## Familie und Nachkommen
Ebel heiratete am 30. August 1934 Renate Betty Franziska Klietmann, mit der er vier Kinder hatte, darunter den späteren Kreisdirektor des Rheinisch-Bergischen Kreises Knut Georg Ebel (1938–2014) und Jobst Christian Ebel (1940–2019). Er war unter anderem verwandt mit den Pastoren Eduard Ebel, Hans Ebel und Johann Wilhelm Ebel und über seine Frau Renate mit dem Leiter des Bauausschusses des Olympischen Dorfes von 1936, Georg Schulz und dem Phaleristiker Kurt-Gerhard Klietmann.

## Eintritt in die NSDAP und Ernennung zum Landrat
Ebel trat zum 1. April 1933 in die NSDAP (Mitgliedsnummer 1.733.867) und am 30. Juni 1933 in die SA ein. Am 1. November 1939 wurde er vertretungsweise, am 9. August 1940 endgültig Landrat in Iserlohn, Vorsitzender des Aufsichtsrates der Iserlohner Kreisbahn, Aufsichtsratsmitglied der Westfälischen Ferngas AG, Verwaltungsrat der Rheinisch-Westfälischen Elektrizitätswerk AG, Kreisführer des Deutschen Roten Kreuzes und des Sauerländischen Gebirgsvereins. Die Tätigkeit war stark durch das Kriegsgeschehen geprägt. 1941 verwaltete Ebel außerdem den Kreis Unna und 1942 den Ennepe-Ruhr-Kreis mit. Prägend waren die Folgen der Zerstörung der Möhnetalsperre nach dem 16. Mai 1943. 1943 soll Ebel nach Aussage des Leiters des Krüppelpflegeheims in Berchum dessen Räumung verhindert haben. Anfang 1944 lehnte er bei einem Besuch von Fritz-Dietlof von der Schulenburg in seiner Dienstvilla in Iserlohn eine Beteiligung an jeglicher Opposition ab. Von 1939 bis 1941 und von 1942 bis 1945 war Ebel Vertreter des Kreisamtsleiters für Kommunalpolitik der NSDAP, auch wenn Aussagen im Entnazifizierungsverfahren betonen, dass es sich bei Ebel nicht um einen fanatischen Nationalsozialisten gehandelt habe.

## Kriegsende und Internierung
1945 wurde Iserlohn Zentrum des östlichen Teiles des Ruhrkessels. Nach Ebels eigener Aussage und der von Beteiligten wandte er sich dabei beim Standortkommandanten und schriftlich beim Reichsverteidigungskommissar gegen die Zerstörungen von Brücken und Verkehrswegen und ordnete eigenmächtig die Verteilung der Lebensmittel an die Bevölkerung an. Er wurde am 18. April 1945 zusammen mit dem damaligen Regierungspräsidenten von Arnsberg, Lotar Eickhoff und anderen in seiner Dienstvilla verhaftet und im Lager Recklinghausen interniert. Am 15. August 1945 wurde er aus dem Beamtenverhältnis entlassen. Im Entnazifizierungsverfahren wurde Ebel am 6. März 1948 in die Kategorie „IVb/Mitläufer“ eingestuft, nach Betreiben eines Wiederaufnahmeverfahrens von der Spruchkammer Hagen vom 18. Dezember 1949 in die Kategorie „V/Unbelastet“. Seine Entlassung aus dem Internierungslager erfolgte nach der Verurteilung zu einer Geldstrafe in Höhe von 3.000 Reichsmark am 8. Januar 1948.

## Nachkriegszeit und Tod
Nach Tätigkeiten als Fahrer und Schreibkraft für die britische Armee wurde Ebel 1949 Landesgeschäftsführer des Deutschen Roten Kreuzes Westfalen-Lippe in Münster. In dieser Zeit trat er der SPD bei. 1957 folgte seine Wiederaufnahme in das Beamtenverhältnis, nach einer Stelle als Regierungsdirektor bei der Bezirksregierung Düsseldorf wurde Ebel 1966 als Leitender Regierungsdirektor pensioniert. Am 25. Juni 1973 verunglückte er bei einem Autounfall in Wittmund tödlich. Er ist auf dem Städtischen Friedhof Iserlohn beigesetzt.